# Municipio de Waucedah
El municipio de Waucedah (en inglés: Waucedah Township) es un municipio ubicado en el condado de Dickinson en el estado estadounidense de Míchigan. En el año 2010 tenía una población de 804 habitantes y una densidad poblacional de 3,44 personas por km².

## Geografía
El municipio de Waucedah se encuentra ubicado en las coordenadas 45°49′47″N 87°45′47″O / 45.82972, -87.76306. Según la Oficina del Censo de los Estados Unidos, el municipio tiene una superficie total de 233.72 km², de la cual 229,22 km² corresponden a tierra firme y (1,93 %) 4,5 km² es agua.

## Demografía
Según el censo de 2010, había 804 personas residiendo en el municipio de Waucedah. La densidad de población era de 3,44 hab./km². De los 804 habitantes, el municipio de Waucedah estaba compuesto por el 98,13 % blancos, el 0,5 % eran amerindios, el 0,25 % eran asiáticos y el 1,12 % eran de una mezcla de razas. Del total de la población el 0,12 % eran hispanos o latinos de cualquier raza.